# گیالمیا
گیالمیا (به لاتین: Gyalmya) یک منطقه مسکونی در جمهوری آذربایجان است که در شهرستان آغجه‌آباد واقع شده است.